# Остерпаркерс
«Остерпаркерс» (нидерл. Oosterparkers) — нидерландский любительский футбольный клуб из города Гронинген. Основан 12 мая 1922 года. Домашние матчи команда проводит на стадионе спорт-парка «Кардинге». 
В сезоне 2015/16 клуб выступал в пятом любительском классе Нидерландов.

## История
Клуб появился вскоре после окончания Второй мировой войны 18 мая 1945 года путём слияния трёх команд — БРЦ, «Грун-Вит» и «Остерейке Бойс». Самым старым из этих команд являлся БРЦ, основанный 12 мая 1922 года, поэтому официальной датой основания «Остерпаркерса» считается именно эта дата. Тогдашний президент клуба Ховенкамп получил из Канады несколько зелёных футболок и белых брюк — с тех пор команда выступала в этой форме.
В мае 1951 года клуб впервые пробился в первый класс Нидерландов после победы в стыковых матчах над клубом Эммен. В дебютном сезоне «Остерпаркерс» набрал 10 очков, одержав всего три победы в 26 матчах, и занял последнее место в группе B. Команда могла избежать перевода во второй класс, но в дополнительном матче уступила «Ахиллесу» из Ассена — 1:2.
Спустя год «Остерпаркерс» вернулся в первый класс, как и в прошлый раз, команда попала в очень сильную группу, где был «Аякс», ДВС, «Харлем» и другие. В том сезоне клуб вновь занял последнее место в чемпионате. После того, как в 1954 году футбол в Нидерландах стал профессиональным видом спорта, «Остерпаркерс» попал во второй дивизион Нидерландов. 
Больших достижений и результатов во втором дивизионе клуб не добился, поэтому в мае 1959 года было принято решение вернуться в любительский футбол. Одним из известных воспитанников клуба является Дик Наннинга.